# A Botrány epizódjainak listája
Ez a cikk a Botrány című sorozat epizódjait listázza.

## Évados áttekintés
| Évad | Évad | Epizódok | Eredeti sugárzás     | Eredeti sugárzás  | Eredeti adó | Magyar sugárzás   | Magyar sugárzás  | Magyar adó        |
| Évad | Évad | Epizódok | Évadpremier          | Évadfinálé        | Eredeti adó | Évadpremier       | Évadfinálé       | Magyar adó        |
| ---- | ---- | -------- | -------------------- | ----------------- | ----------- | ----------------- | ---------------- | ----------------- |
|      | 1    | 7        | 2012. április 5.     | 2012. május 17.   | ABC         | 2012. május 8.    | 2012. június 19. | Universal Channel |
|      | 2    | 22       | 2012. szeptember 27. | 2013. május 16.   | ABC         | 2013. január 29.  | 2013. június 18. | Universal Channel |
|      | 3    | 18       | 2013. október 3.     | 2014. április 17. | ABC         | 2014. március 24. | 2014. május 19.  | Universal Channel |
|      | 4    | 22       | 2014. szeptember 25. | 2015. május 14.   | ABC         | N/A               | N/A              | N/A               |
|      | 5    | 21       | 2015. szeptember 24. | 2016. május 12.   | ABC         | N/A               | N/A              | N/A               |
|      | 6    | 16       | 2017. január 26.     | 2017. május 18.   | ABC         | N/A               | N/A              | N/A               |
|      | 7    | 18       | 2017. október 5.     | 2018. április 19. | ABC         | N/A               | N/A              | N/A               |

## 1. évad (2012)
| Sor. | Év. | Cím                                     | Rendező             | Író                | Premier                           | Nézettség   |
| ---- | --- | --------------------------------------- | ------------------- | ------------------ | --------------------------------- | ----------- |
| 1.   | 1.  | Keserédes titkok (Sweet Baby)           | Paul McGuigan       | Shonda Rhimes      | 2012. április 5. 2012. május 8.   | 7,33 millió |
| 2.   | 2.  | Piszkos titkok (Dirty Little Secrets)   | Roxann Dawson       | Heather Mitchell   | 2012. április 12. 2012. május 15. | 7,28 millió |
| 3.   | 3.  | Pokoli harag (Hell Hath No Fury)        | Allison Liddi-Brown | Matt Byrne         | 2012. április 19. 2012. május 22. | 7,21 millió |
| 4.   | 4.  | Közellenség (Enemy of the State)        | Michael Katleman    | Richard E. Robbins | 2012. április 26. 2012. május 29. | 6,86 millió |
| 5.   | 5.  | A bukás (Crash and Burn)                | Steve Robin         | Mark Wilding       | 2012. május 3. 2012. június 5.    | 6,69 millió |
| 6.   | 6.  | A nyom (The Trail)                      | Tom Verica          | Jenna Bans         | 2012. május 10. 2012. június 12.  | 6,43 millió |
| 7.   | 7.  | A nép érdekében (Grant: For the People) | Roxann Dawson       | Shonda Rhimes      | 2012. május 17. 2012. június 19.  | 7,33 millió |

## 2. évad (2012-2013)
| Sor. | Év. | Cím                                                            | Rendező             | Író              | Premier                               | Nézettség   |
| ---- | --- | -------------------------------------------------------------- | ------------------- | ---------------- | ------------------------------------- | ----------- |
| 8.   | 1.  | Jófiúk és rosszfiúk (White Hat's Off)                          | Tom Verica          | Jenna Bans       | 2012. szeptember 27. 2013. január 29. | 6,74 millió |
| 9.   | 2.  | Hármastársak (The Other Woman)                                 | Stephen Cragg       | Heather Mitchell | 2012. október 4. 2013. január 29.     | 6,56 millió |
| 10.  | 3.  | Vadászidény (Hunting Season)                                   | Ron Underwood       | Matt Byrne       | 2012. október 18. 2013. február 5.    | 6,17 millió |
| 11.  | 4.  | Jenny (Beltway Unbuckled)                                      | Mark Tinker         | Mark Fish        | 2012. október 25. 2013. február 12.   | 6,11 millió |
| 12.  | 5.  | Minden út a Fehér Házba vezet (All Roads Lead to Fitz)         | Steve Robin         | Raamla Mohamed   | 2012. november 8. 2013. február 19.   | 6,06 millió |
| 13.  | 6.  | Kémek, mint mi (Spies Like Us)                                 | Bethany Rooney      | Chris Van Dusen  | 2012. november 15. 2013. február 26.  | 6,02 millió |
| 14.  | 7.  | Köszönjük, hogy ránk szavazott (Defiance)                      | Tom Verica          | Peter Noah       | 2012. november 29. 2013. március 5.   | 6,64 millió |
| 15.  | 8.  | Boldog születésnapot, elnök úr (Happy Birthday, Mr. President) | Oliver Bokelberg    | Shonda Rhimes    | 2012. december 6. 2013. március 12.   | 7,39 millió |
| 16.  | 9.  | Emlékek (Blown Away)                                           | Jessica Yu          | Mark Wilding     | 2012. december 13. 2013. március 19.  | 7,14 milliő |
| 17.  | 10. | Menteni a menthetőt (One for the Dog)                          | Steve Robin         | Heather Mitchell | 2013. január 10. 2013. március 26.    | 8,37 millió |
| 18.  | 11. | Szép kis csapat (A Criminal, a Whore, an Idiot and a Liar)     | Stephen Cragg       | Mark Fish        | 2013. január 17. 2013. április 2.     | 7,93 millió |
| 19.  | 12. | Lehull a lepel (True or Consequences)                          | Jeannot Szwarc      | Peter Noah       | 2013. január 31. 2013. április 9.     | 8,09 millió |
| 20.  | 13. | Sarokba szorítva (Nobody Likes Babies)                         | Tom Verica          | Mark Wilding     | 2013. február 7. 2013. április 16.    | 8,14 millió |
| 21.  | 14. | Az élet megy tovább (Whiskey Tango Foxtrot)                    | Mark Tinker         | Matt Byrne       | 2013. február 14. 2013. április 23.   | 8,02 millió |
| 22.  | 15. | Robban a dinamit (Boom Goes the Dynamite)                      | Randy Zisk          | Jenna Bans       | 2013. február 21. 2013. április 30.   | 7,68 millió |
| 23.  | 16. | Tökéletes időzítés (Top of the Hour)                           | Steve Robin         | Heather Mitchell | 2013. március 21. 2013. május 7.      | 8,51 millió |
| 24.  | 17. | Barátok és árulók (Snake in the Garden)                        | Ron Underwood       | Raamla Mohamed   | 2013. március 28. 2013. május 14.     | 7,97 millió |
| 25.  | 18. | Vigyázz, Molly (Molly, You in Danger, Girl)                    | Tom Verica          | Chris Van Dusen  | 2013. április 4. 2013. május 21.      | 8,04 millió |
| 26.  | 19. | Hétötvenkettő (Seven Fifty-Two)                                | Allison Liddi-Brown | Mark Fish        | 2013. április 25. 2013. május 28.     | 7,90 millió |
| 27.  | 20. | A megvetett nő (A Woman Scorned)                               | Tony Goldwyn        | Zahir McGhee     | 2013. május 2. 2013. június 4.        | 8,07 millió |
| 28.  | 21. | Van még kérdés? (Any Questions?)                               | Mark Tinker         | Matt Byrne       | 2013. május 9. 2013. június 11.       | 8,87 millió |
| 29.  | 22. | A fehér kalap (White Hat's Back On)                            | Tom Verica          | Shonda Rhimes    | 2013. május 16. 2013. június 18.      | 9,12 millió |

## 3. évad (2013-2014)
| Sor. | Év. | Cím                                                               | Rendező             | Író                               | Premier                              | Nézettség    |
| ---- | --- | ----------------------------------------------------------------- | ------------------- | --------------------------------- | ------------------------------------ | ------------ |
| 30.  | 1.  | Óvintézkedések (It's Handled)                                     | Tom Verica          | Shonda Rhimes                     | 2013. október 3. 2014. március 24.   | 10,52 millió |
| 31.  | 2.  | Vacsoravendég (Guess Who's Coming to Dinner)                      | Allison Liddi-Brown | Heather Mitchell                  | 2013. október 10. 2014. március 24.  | 9,01 millió  |
| 32.  | 3.  | Mrs. Smith Washingtonba megy (Mrs. Smith Goes to Washington)      | Jeannot Szwarc      | Matt Byrne                        | 2013. október 17. 2014. március 31.  | 9,51 millió  |
| 33.  | 4.  | Üdvözlet a kis barátomnak (Say Hello to My Little Friend)         | Oliver Bokelberg    | Mark Fish                         | 2013. október 24. 2014. március 31.  | 8,62 millió  |
| 34.  | 5.  | Törjünk a lényegre (More Cattle, Less Bull)                       | Randy Zisk          | Jenna Bans                        | 2013. október 31. 2014. április 7.   | 9,18 millió  |
| 35.  | 6.  | Ikarusz (Icarus)                                                  | Julie Anne Robinson | Peter Noah                        | 2013. november 7. 2014. április 7.   | 8,66 millió  |
| 36.  | 7.  | Száz szónak is Mellie a vége (Everything's Coming Up Mellie)      | Michael Katleman    | Peter Nowalk                      | 2013. november 14. 2014. április 14. | 9,04 millió  |
| 37.  | 8.  | Vermont, szerelmeseknek (Vermont is for Lovers, Too)              | Ava DuVernay        | Mark Wilding                      | 2013. november 21. 2014. április 14. | 8,93 millió  |
| 38.  | 9.  | Csak egyszer élünk (YOLO)                                         | Oliver Bokelberg    | Chris Van Dusen                   | 2013. december 5. 2014. április 21.  | 8,27 millió  |
| 39.  | 10. | Erre van a kijárat (A Door Marked Exit)                           | Tom Verica          | Zahir McGhee                      | 2013. december 12. 2014. április 21. | 9,22 millió  |
| 40.  | 11. | Sally a nyeregben (Ride, Sally, Ride)                             | Tom Verica          | Raamla Mohamed                    | 2014. február 27. 2014. április 28.  | 9,32 millió  |
| 41.  | 12. | A First Lady-khez nyúlni tilos (We Do Not Touch the First Ladies) | Oliver Bokelberg    | Heather Mitchell                  | 2014. március 6. 2014. április 28.   | 8,53 millió  |
| 42.  | 13. | Nincs fény az alagút végén (No Sun on the Horizon)                | Randy Zisk          | Matt Byrne                        | 2014. március 13. 2014. május 5.     | 8,22 millió  |
| 43.  | 14. | Durr, durr és csók (Kiss Kiss Bang Bang)                          | Paul McCrane        | Mark Fish                         | 2014. március 20. 2014. május 5.     | 9,08 millió  |
| 44.  | 15. | Kiütés (Mama Said Knock You Out)                                  | Tony Goldwyn        | Zahir McGhee                      | 2014. március 27. 2014. május 12.    | 9,01 millió  |
| 45.  | 16. | Nagytakarítás (The Fluffer)                                       | Jeannot Szwarc      | Chris Van Dusen és Raamla Mohamed | 2014. április 3. 2014. május 12.     | 9,13 millió  |
| 46.  | 17. | Hús és vér (Flesh and Blood)                                      | Debbie Allen        | Severiano Canales és Miguel Nolla | 2014. április 10. 2014. május 19.    | 9,23 millió  |
| 47.  | 18. | A szabad választások ára (The Price of Free and Fair Elections)   | Tom Verica          | Shonda Rhimes és Mark Wilding     | 2014. április 17. 2014. május 19.    | 10,57 millió |

## 4. évad (2014-2015)
| Sor. | Év. | Cím                              | Rendező             | Író                                | Premier              | Nézettség    |
| ---- | --- | -------------------------------- | ------------------- | ---------------------------------- | -------------------- | ------------ |
| 48.  | 1.  | Randy, Red, Superfreak and Julia | Tom Verica          | Shonda Rhimes                      | 2014. szeptember 25. | 11,96 millió |
| 49.  | 2.  | The State of the Union           | Allison Liddi-Brown | Heather Mitchell                   | 2014. október 2.     | 10,34 millió |
| 50.  | 3.  | Inside the Bubble                | Randy Zisk          | Matt Byrne                         | 2014. október 9.     | 9,52 millió  |
| 51.  | 4.  | Like Father, Like Daughter       | Paul McCrane        | Mark Fish                          | 2014. október 16.    | 9,90 millió  |
| 52.  | 5.  | The Key                          | Paul McCrane        | Chris Van Dusen                    | 2014. október 23.    | 9,98 millió  |
| 53.  | 6.  | An Innocent Man                  | Jeannot Szwarc      | Zahir McGhee                       | 2014. október 30.    | 9,32 millió  |
| 54.  | 7.  | Baby Made a Mess                 | Oliver Bokelberg    | Jenna Bans                         | 2014. november 6.    | 9,82 millió  |
| 55.  | 8.  | The Last Supper                  | Julie Anne Robinson | Allan Heinberg                     | 2014. november 13.   | 10,05 millió |
| 56.  | 9.  | Where the Sun Don't Shine        | Tony Goldwyn        | Mark Wilding                       | 2014. november 20.   | 10,14 millió |
| 57.  | 10. | Run                              | Tom Verica          | Shonda Rhimes                      | 2015. január 29.     | 10,48 millió |
| 58.  | 11. | Where's the Black Lady?          | Debbie Allen        | Raamla Mohamed                     | 2015. február 5.     | 9,58 millió  |
| 59.  | 12. | Gladiators Don't Run             | Randy Zisk          | Paul Willam Davies                 | 2015. február 12.    | 9,32 millió  |
| 60.  | 13. | No More Blood                    | Randy Zisk          | Heather Mitchell                   | 2015. február 19.    | 9,62 millió  |
| 61.  | 14. | The Lawn Chair                   | Tom Verica          | Zahir McGhee                       | 2015. március 5.     | 9,57 millió  |
| 62.  | 15. | The Testimony of Diego Muñoz     | Allison Liddi-Brown | Mark Fish                          | 2015. március 12.    | 8,24 millió  |
| 63.  | 16. | It's Good to Be Kink             | Paul McCrane        | Matt Byrne                         | 2015. március 19.    | 7,79 millió  |
| 64.  | 17. | Put a Ring on It                 | Regina King         | Chris Van Dusen                    | 2015. március 26.    | 8,06 millió  |
| 65.  | 18. | Honor Thy Father                 | Jeannot Szwarc      | Severiano Canales                  | 2015. április 2.     | 7,27 millió  |
| 66.  | 19. | I'm Just a Bill                  | Debbie Allen        | Raamla Mohamed                     | 2015. április 16.    | 7,86 millió  |
| 67.  | 20. | First Lady Sings the Blues       | David Rodriguez     | Paul William Davies                | 2015. április 23.    | 7,79 millió  |
| 68.  | 21. | A Few Good Women                 | Oliver Bokelberg    | Severiano Canales és Jess Brownell | 2015. május 7.       | 7,44 millió  |
| 69.  | 22. | You Can't Take Command           | Tom Verica          | Shonda Rhimes és Mark Wilding      | 2015. május 14.      | 8,08 millió  |

## 5. évad (2015-2016)
| Sor. | Év. | Cím                                     | Rendező                           | Író                                | Premier              | Nézettség    |
| ---- | --- | --------------------------------------- | --------------------------------- | ---------------------------------- | -------------------- | ------------ |
| 70.  | 1.  | Heavy Is the Head                       | Tom Verica                        | Shonda Rhimes                      | 2015. szeptember 24. | 10,25 millió |
| 71.  | 2.  | Yes                                     | Tony Goldwyn                      | Heather Mitchell                   | 2015. október 1.     | 9,12 millió  |
| 72.  | 3.  | Paris is Burning                        | Jann Turner                       | Matt Byrne                         | 2015. október 8.     | 8,76 millió  |
| 73.  | 4.  | Dog-Whistle Politics                    | Zetna Fuentes                     | Mark Fish                          | 2015. október 15.    | 8,06 millió  |
| 74.  | 5.  | You Got Served                          | Kevin Bray                        | Zahir McGhee                       | 2015. október 22.    | 8,28 millió  |
| 75.  | 6.  | Get Out of Jail, Free                   | Chandra Wilson                    | Chris Van Dusen                    | 2015. október 29.    | 7,80 millió  |
| 76.  | 7.  | Even the Devil Deserves a Second Chance | Oliver Bokelberg                  | Raamla Mohamed                     | 2015. november 5.    | 8,03 millió  |
| 77.  | 8.  | Rasputin                                | John Terlesky                     | Paul William Davies                | 2015. november 12.   | 7,70 millió  |
| 78.  | 9.  | Baby, It's Cold Outside                 | Tom Verica                        | Mark Wilding                       | 2015. november 19.   | 8,13 millió  |
| 79.  | 10. | It's Hard Out Here for a General        | Tom Verica                        | Severiano Canales                  | 2016. február 11.    | 6,96 millió  |
| 80.  | 11. | The Candidate                           | Allison Liddi-Brown               | Alison Schapker                    | 2016. február 18.    | 6,09 millió  |
| 81.  | 12. | Wild Card                               | Allison Liddi-Brown és Tom Verica | Mark Fish                          | 2016. február 25.    | 5,85 millió  |
| 82.  | 13. | The Fish Rots from the Head             | Sharat Raju                       | Heather Mitchell                   | 2016. március 10.    | 5,97 millió  |
| 83.  | 14. | I See You                               | Paris Barclay                     | Matt Byrne                         | 2016. március 17.    | 6,31 millió  |
| 84.  | 15. | Pencils Down                            | Regina King                       | Chris Van Dusen                    | 2016. március 24.    | 6,15 millió  |
| 85.  | 16. | The Miseducation of Susan Ross          | Scott Foley                       | Raamla Mohamed                     | 2016. március 31.    | 6,44 millió  |
| 86.  | 17. | Thwack!                                 | Tony Goldwyn                      | Zahir McGhee                       | 2016. április 7.     | 5,88 millió  |
| 87.  | 18. | Till Death Do Us Part                   | Steph Green                       | Paul William Davies                | 2016. április 21.    | 6,00 millió  |
| 88.  | 19. | Buckle Up                               | Oliver Bokelberg                  | Michelle Lirtzman                  | 2016. április 28.    | 6,25 millió  |
| 89.  | 20. | Trump Card                              | Jann Turner                       | Severiano Canales és Jess Brownell | 2016. május 5.       | 6,06 millió  |
| 90.  | 21. | That's My Girl                          | Tom Verica                        | Shonda Rhimes és Mark Wilding      | 2016. május 12.      | 6,65 millió  |

## 6. évad (2017)
| Sor. | Év. | Cím                     | Rendező                    | Író                                      | Premier           | Nézettség   |
| ---- | --- | ----------------------- | -------------------------- | ---------------------------------------- | ----------------- | ----------- |
| 91.  | 1.  | Survival of the Fittest | Tom Verica                 | Shonda Rhimes                            | 2017. január 26.  | 7,62 millió |
| 92.  | 2.  | Hardball                | Allison Liddi-Brown        | Matt Byrne                               | 2017. február 2.  | 6,54 millió |
| 93.  | 3.  | Fates Worse Than Death  | Scott Foley                | Mark Fish                                | 2017. február 9.  | 6,22 millió |
| 94.  | 4.  | The Belt                | Tom Verica                 | Paul William Davies                      | 2017. február 16. | 6,06 millió |
| 95.  | 5.  | They All Bow Down       | Millicent Shelton          | Zahir McGhee                             | 2017. március 9.  | 5,26 millió |
| 96.  | 6.  | Extinction              | Tony Goldwyn               | Chris Van Dusen                          | 2017. március 16. | 5,63 millió |
| 97.  | 7.  | A Traitor Among Us      | Tom Verica                 | Alison Schapker                          | 2017. március 23. | 5,40 millió |
| 98.  | 8.  | A Stomach for Blood     | Oliver Bokelberg           | Severiano Canales                        | 2017. március 30. | 6,57 millió |
| 99.  | 9.  | Dead in the Water       | Nicole Rubio               | Michelle Lirtzman                        | 2017. április 6.  | 5,10 millió |
| 100. | 10. | The Decision            | Sharat Raju                | Johanna Lee                              | 2017. április 13. | 5,35 millió |
| 101. | 11. | Trojan Horse            | Jann Turner                | Jess Brownell és Nicholas Nardini        | 2017. április 20. | 5,11 millió |
| 102. | 12. | Mercy                   | Nzingha Stewart            | Severiano Canales és Ameni Rozsa         | 2017. április 27. | 5,29 millió |
| 103. | 13. | The Box                 | Steph Green                | Raamla Mohamed és Austin Guzman          | 2017. május 4.    | 5,15 millió |
| 104. | 14. | Head Games              | Zetna Fuentes              | Chris Van Dusen és Juan Carlos Fernandez | 2017. május 11.   | 5,10 millió |
| 105. | 15. | Tick Tock               | Salli Richardson-Whitfield | Zahir McGhee és Michelle Lirtzman        | 2017. május 18.   | 5,23 millió |
| 106. | 16. | Transfer of Power       | Tony Goldwyn               | Matt Byrne és Mark Fish                  | 2017. május 18.   | 5,23 millió |

## 7. évad (2017-2018)
| Sor. | Év. | Cím                            | Rendező             | Író                                              | Premier            | Nézettség   |
| ---- | --- | ------------------------------ | ------------------- | ------------------------------------------------ | ------------------ | ----------- |
| 107. | 1.  | Watch Me                       | Jann Turner         | Shonda Rhimes                                    | 2017. október 5.   | 5,52 millió |
| 108. | 2.  | Pressing the Flesh             | Tony Goldwyn        | Matt Byrne                                       | 2017. október 12.  | 5,00 millió |
| 109. | 3.  | Day 101                        | Scott Foley         | Zahir McGhee                                     | 2017. október 19.  | 4,70 millió |
| 110. | 4.  | Lost Girls                     | Nicole Rubio        | Ameni Rozsa és Austin Guzman                     | 2017. október 26.  | 4,88 millió |
| 111. | 5.  | Adventures in Babysitting      | Oliver Bokelberg    | Serveriano Canales és Tia Napolitano             | 2017. november 2.  | 4,89 millió |
| 112. | 6.  | Vampires and Bloodsuckers      | Jann Turner         | Chris Van Dusen és Tia Napolitano                | 2017. november 9.  | 5,00 millió |
| 113. | 7.  | Something Borrowed             | Sharat Raju         | Mark Fish                                        | 2017. november 16. | 4,97 millió |
| 114. | 8.  | Robin                          | Daryn Okada         | Juan Carlos Fernandez                            | 2018. január 18.   | 5,17 millió |
| 115. | 9.  | Good People                    | Nzingha Stewart     | Shonda Rhimes, Jess Brownell és Nicholas Nardini | 2018. január 25.   | 5,19 millió |
| 116. | 10. | The People v. Olivia Pope      | Kerry Washington    | Ameni Rozsa                                      | 2018. február 1.   | 5,62 millió |
| 117. | 11. | Army of One                    | Allison Liddi-Brown | Austin Guzman                                    | 2018. február 8.   | 4,63 millió |
| 118. | 12. | Allow Me to Reintroduce Myself | Tony Goldwyn        | Raamla Mohamed                                   | 2018. március 1.   | 4,95 millió |
| 119. | 13. | Air Force Two                  | Valerie Weiss       | Severiano Canales                                | 2018. március 8.   | 4,67 millió |
| 120. | 14. | The List                       | Greg Evans          | Jess Brownell és Juan Carlos Fernandez           | 2018. március 15.  | 4,74 millió |
| 121. | 15. | The Noise                      | Darby Stanchfield   | Raamla Mohamed és Jeremy Gordon                  | 2018. március 29.  | 3,71 millió |
| 122. | 16. | People Like Me                 | Joe Morton          | Chris Van Dusen                                  | 2018. április 5.   | 3,83 millió |
| 123. | 17. | Standing in the Sun            | Jann Turner         | Mark Fish és Matt Byrne                          | 2018. április 12.  | 4,15 millió |
| 124. | 18. | Over a Cliff                   | Tom Verica          | Shonda Rhimes                                    | 2018. április 19.  | 5,46 millió |